# 戴亚英
戴亚英（1914年—1987年），男，宁夏固原人，中华人民共和国畜牧专家、政治人物，曾任青海省畜牧厅副厅长，青海省政协副主席。